# Roveredo di Guà
Roveredo di Guà (Roarédo de Guà in veneto) è un comune italiano di 1 631 abitanti della provincia di Verona in Veneto.

## Geografia fisica
Roveredo dista circa 50 chilometri da Verona. È in posizione est sud est rispetto al capoluogo, giace in pianura sul fiume Guà, ed è inoltre il comune più orientale della provincia. È all'incrocio dei confini provinciali con Vicenza e Padova.

## Origini del nome
Il nome è nato nell'alto medioevo. La zona era ricca lungo i fiumi di farnie, specie di quercia impropriamente chiamata nel veronese robur, "rovere". Fu un bosco di querce, chiamato roburetu a darne il nome. Per differenziarlo da altri toponimi simili fu aggiunto "di Guà" dal fiume che lo bagna.

## Storia
Le prime presenze organizzate sul territorio sono dopo la battaglia di Azio, quando vi fu una colonizzazione da parte dei reduci nel reticolato di centuriazione. Il comune ha così vissuto per lungo tempo una forte frammentazione delle abitazioni, ed il centro è nato in periodo successivo. La storia locale è meglio descritta dalle vicende dei monumenti locali che comprovano la presenza costante di popolazione.
La mancanza di attività economiche alternative all'agricoltura rese il comune terra di forte emigrazione fra i secoli XIX e XX.
Ci fu una ripresa con la nascita di società di mutuo soccorso e di leghe dei braccianti; successivamente con l'Enciclica Rerum Novarum di papa papa Leone XIII nacquero all'interno delle parrocchie le casse rurali gruppi di solidarietà che in seguito si trasformarono in banche popolari: strutture che, associate alle due prima citate, permisero anche a Roveredo di strutturarsi come società attive, dove la leva per crescere era interna ai paesi stessi.
La provincia di Verona ebbe poco prima della seconda guerra mondiale una forte crisi delle piccole banche nate in quel periodo, fra le poche che si salvarono ci fu quella di Roveredo.

## Monumenti e luoghi d'interesse

### Architetture religiose

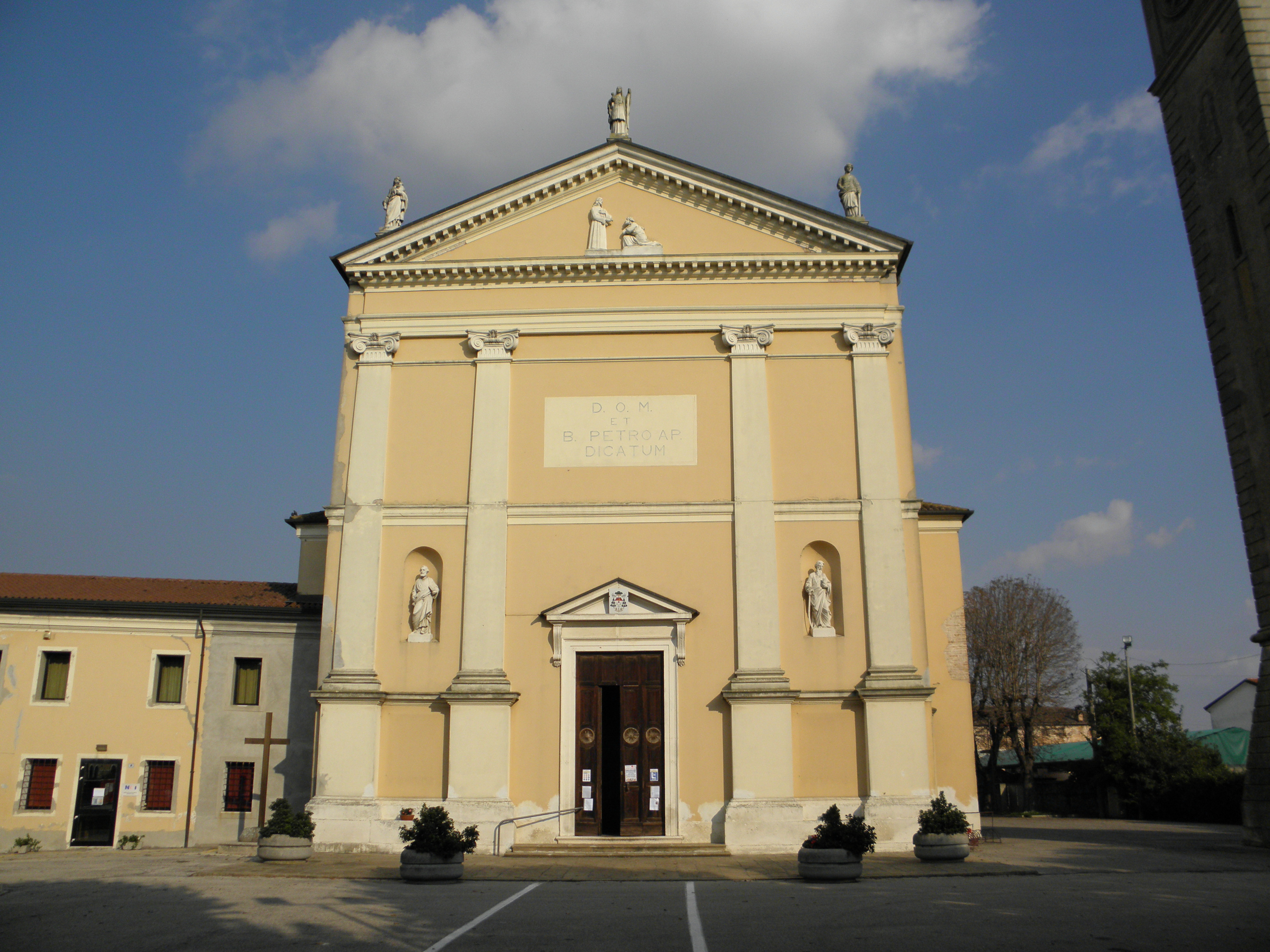
La chiesa parrocchiale di San Pietro Apostolo.

- Oratorio della Madonna della Salute - XVII secolo

È in via Marina. Ha una particolarità, un affresco del XVII secolo fatto nella parte interna dell'altare: Della Madonna con bambino.
- Chiesa parrocchiale San Pietro Apostolo - XVIII secolo

Fu ricostruita su una precedente nel 1746, ampliata nel 1885 e consacrata nel 1938.
È di stile neoclassico, ha un'ampia navata. All'interno un altare ricavato da uno precedente del XVI secolo detto l'altare dei fedeli, una pala del XVII secolo della Madonna con bambino e i santi Pietro e Paolo, il battistero in marmo rosso di Verona del 1525 e una policroma statua lignea rappresentante Madonna orante in trono con bambino del XV secolo ora in sacrestia.
Il campanile è del 1907, alto 57 metri. Ha sei campane tutte consacrate ad un santo e armonizzate al fine di fare concerti di campane.
- Oratorio di San Giovanni Battista - XVIII secolo

È in località Cicogna. Non è più luogo di culto, ma ha una caratteristica importante. Sorge sui confini interprovinciali fra tre province. Ha tre altari ognuno in una provincia diversa: Verona (Roveredo di Guà), Vicenza (Pojana Maggiore) e Padova (Montagnana).

### Architettura civili
- Villa Ferro - XV secolo

L'Oratorio è dedicato a san Gaetano. La villa è del XV secolo e totalmente rinnovata nel XVIII secolo. Nel cortile ha un pozzo costruito in modo da non avere sbalzi di livello e di intorpidimento in funzione delle piene del fiume Guà.
- Palazzo Salvadego-Mottola - XV secolo

Del XV secolo. È un palazzo con un uso misto, di abitazione e di appoggio per le attività agricole. Il porticato è del XVIII secolo.
- Villa Camerini - XVI secolo

È situata sull'argine sinistro del Guà. Un palazzo di campagna di stile veneziano fatto dai conti Camerini di Monselice.

### Altro
- Cippo romano - I secolo

Del tempo del Reticolato di centuriazione che coinvolse la zona dopo la Battaglia di Azio del 39 a.C. con una colonizzazione fatta dai reduci della battaglia stessa.

## Società

### Evoluzione demografica
Abitanti censiti

## Cultura

### Appuntamenti
- Fiera-Festa del Radicchio Rosso di Verona

Metà gennaio
- Fiera della Patata - Sagra di San Pietro

Inizio luglio

## Economia
L'attività più importante del comune è da attività agricole e di trasformazione agricola. Sopra tutto le patate dorate dei terreni rossi del Guà e il radicchio rosso di Verona oggetto di due fiere mostre del paese ed in attesa del marchio I.G.P., cipolle, meloni, cereali, mais e anche rose. È presente anche l'attività zootecnica, bovini, suini e soccida di avicoli.
Collegata all'attività locale è presente in inverno un'asta trisettimanale del radicchio. L'asta è riferimento per l'indicazione del prezzo della produzione di gran parte del basso veronese, vicentino e padovano.
Le attività di trasformazione sono date da uno stabilimento per la disidratazione della frutta, un prosciuttificio, il comune è nella zona di produzione del prosciutto crudo berico euganeo. In senso lato si può aggiungere anche una fabbrica di Mandorlato di Cologna Veneta.
Sono presenti attività artigianali di forte specializzazione.

## Amministrazione
| Periodo     | Periodo     | Primo cittadino       | Partito                                       | Carica  | Note                            |
| ----------- | ----------- | --------------------- | --------------------------------------------- | ------- | ------------------------------- |
| giugno 1985 | maggio 1990 | Antonio Pastorello    | Democrazia Cristiana                          | Sindaco | [ 6 ]                           |
| maggio 1990 | agosto 1990 | Antonio Pastorello    | Democrazia Cristiana                          | Sindaco | Mozione di sfiducia costruttiva |
| agosto 1990 | aprile 1995 | Giancarlo Baschirotto | Democrazia Cristiana                          | Sindaco | [ 8 ]                           |
| aprile 1995 | giugno 1999 | Claudio Cioetto       | Lista civica                                  | Sindaco | [ 9 ]                           |
| giugno 1999 | giugno 2004 | Claudio Cioetto       | Lista civica                                  | Sindaco | [ 10 ]                          |
| giugno 2004 | giugno 2009 | Antonio Pastorello    | Lista civica                                  | Sindaco | [ 11 ]                          |
| giugno 2009 | maggio 2014 | Claudio Cioetto       | Lista civica                                  | Sindaco | [ 12 ]                          |
| maggio 2014 | maggio 2019 | Antonio Pastorello    | FI, eletto con lista civica "Verso il Futuro" | Sindaco | [ 13 ]                          |
| maggio 2019 | giugno 2024 | Antonio Pastorello    | FI, eletto con lista civica "Verso il Futuro" | Sindaco | [ 14 ]                          |
| giugno 2024 | "in carica" | Antonio Pastorello    | FI, eletto con lista civica "Verso il Futuro" | Sindaco | [ 15 ]                          |

### Altre informazioni amministrative
Fa parte dell'Unione comunale Adige-Guà. L'unione è costituita da quattro comuni: Pressana, Roveredo di Guà, Veronella e Zimella.

## Sport
La formazione calcistica locale, Robur, ha sempre militato in tornei di livello amatoriale.